# 石川真矢
石川 真矢（いしかわ まや、1988年7月18日 - ）は、愛知県出身の日本の女性ファッションモデル。

## 略歴
- 昭和女子大学在籍中。
- 2009年より日之出出版より出版される雑誌『Fine』の専属モデルとして活躍。
  - そのほかに、サロンモデル、『JELLY』『RyuRyu』『JJ』『UNI.T』などにて読者モデルとしても活躍。

### WEB
- Fine-wave
- UNI.T (雑誌)

### 雑誌
- Fine（日之出出版）専属モデル